# Глен Кампбел (Пенсилванија)
Глен Кампбел (енгл. Glen Campbell) град је у америчкој савезној држави Пенсилванија.

## Демографија
По попису из 2010. године број становника је 245, што је 61 (-19,9%) становника мање него 2000. године.
| Група             | 2000.        | 2010.       |
| Белци             | 306 (100,0%) | 240 (98,0%) |
| Афроамериканци    | 0 (0,0%)     | 0 (0,0%)    |
| Азијати           | 0 (0,0%)     | 2 (0,8%)    |
| Хиспаноамериканци | 0 (0,0%)     | 1 (0,4%)    |
| Укупно            | 306          | 245         |